# Conjectura protecției cronologice
Conjectura protecției cronologice este o ipoteză propusă pentru prima dată de Stephen Hawking, conform căreia legile fizicii dincolo de cele ale relativității generale standard împiedică călătoria în timp la toate scările, cu excepția celor microscopice - chiar și atunci când această din urmă teorie afirmă că ar trebui să fie posibilă (cum ar fi în scenariile în care este permisă călătoria mai rapidă decât lumina). Permisibilitatea călătoriei în timp este reprezentată matematic prin existența unor curbe temporale închise în unele soluții ale ecuațiilor de câmp ale relativității generale. Conjectura protecției cronologice trebuie distinsă de cenzura cronologică, conform căreia fiecare curbă temporală închisă trece printr-un orizont de evenimente, ceea ce ar putea împiedica un observator să detecteze încălcarea cauzală (cunoscută și ca încălcare a cronologiei).

## Etimologie
Într-o lucrare din 1992, Hawking folosește dispozitivul metaforic al unei „Agenții de protecție a cronologiei” ca o personificare a aspectelor fizicii care fac imposibilă călătoria în timp la scară macroscopică, prevenind astfel, aparent, paradoxurile temporale. El spune:
„Se pare că există o agenție de protecție a cronologiei care împiedică apariția curbelor temporale închise și astfel face ca universul să fie în siguranță pentru istorici.”
Ideea Agenției de Protecție a Cronologiei pare să fie inspirată în mod ludic din conceptul de Patrulă a Timpului sau Poliție a Timpului, care a fost folosit în multe lucrări de science-fiction cum ar fi seria de povestiri ale lui Poul Anderson despre Patrula Timpului, romanul Sfârșitul eternității al lui Isaac Asimov sau serialul de televiziune Doctor Who. „The Chronology Protection Case”⁠(d) de Paul Levinson⁠(d), publicat după lucrarea lui Hawking, presupune un univers care merge atât de departe încât îi ucide pe toți oamenii de știință care sunt aproape de a inventa orice mijloc de a călători în timp. Larry Niven extinde acest concept în povestirea „Cilindri rotativi și posibilitatea încălcării cauzalității globale”, astfel încât universul provoacă o catastrofă ecologică, un război civil global sau transformarea soarelui local în novă pentru orice civilizație care dă semne de reușită în construcții.

## Relativitatea generală și corecțiile cuantice
Au fost sugerate multe încercări de a genera scenarii pentru curbe temporale închise, iar teoria relativității generale le permite în anumite circumstanțe. Unele soluții teoretice în relativitatea generală care conțin curbe temporale închise ar necesita un univers infinit cu anumite caracteristici pe care universul nostru nu pare să le aibă, cum ar fi rotația universală a metricii Gödel sau cilindrul rotativ de lungime infinită cunoscut sub numele de cilindru Tipler. Cu toate acestea, unele soluții permit crearea de curbe temporale închise într-o regiune delimitată a spațiu-timpului, orizontul Cauchy fiind limita dintre regiunea spațiu-timpului în care pot exista curbe temporale închise și restul spațiu-timpului în care acestea nu pot exista. Una dintre primele astfel de soluții de călătorie în timp delimitat a fost construită dintr-o gaură de vierme traversabilă, bazată pe ideea de a lua una dintre cele două „guri” ale găurii de vierme într-o călătorie dus-întors cu viteză relativistă pentru a crea o diferență de timp între ea și cealaltă gură.
Relativitatea generală nu include efecte cuantice de sine stătătoare, iar o integrare completă a relativității generale și a mecanicii cuantice ar necesita o teorie a gravitației cuantice, dar există o metodă aproximativă de modelare a câmpurilor cuantice în spațiu-timpul curbat al relativității generale, cunoscută sub numele de gravitație semiclasică. Încercările inițiale de a aplica gravitația semiclasică la mașina timpului cu găuri de vierme traversabile au indicat că exact în momentul în care gaura de vierme ar permite pentru prima dată curbe temporale închise fluctuațiile vidului se acumulează și duc densitatea de energie la infinit în regiunea găurilor de vierme. Acest lucru se întâmplă atunci când cele două guri ale găurilor de vierme, numite A și B, au fost mutate în așa fel încât devine posibil ca o particulă sau o undă care se deplasează cu viteza luminii să intre în gura B la un moment dat T2 și să iasă prin gura A la un moment anterior T1, apoi să călătorească înapoi spre gura B prin spațiul obișnuit și să ajungă la gura B la același moment T2 la care a intrat în B în bucla anterioară; în acest fel, aceeași particulă sau undă poate face un număr potențial infinit de bucle prin aceleași regiuni ale spațiu-timpului, acumulându-se pe sine. Calculele au arătat că acest efect nu ar avea loc pentru un fascicul obișnuit de radiații, deoarece acesta ar fi „defocalizat” de gaura de vierme, astfel încât cea mai mare parte a unui fascicul care iese din gura A s-ar împrăștia și ar rata gura B. Dar când calculele au fost făcute pentru fluctuațiile din vid, s-a constatat că acestea s-ar refocaliza spontan în timpul călătoriei dintre guri, ceea ce indică faptul că efectul de îngrămădire ar putea deveni suficient de mare pentru a distruge gaura de vierme în acest caz.
Această concluzie a rămas nesigură, deoarece calculele semiclasice indicau că acumularea ar duce densitatea de energie la infinit doar pentru un moment de timp infinitezimal, după care densitatea de energie ar scădea. Dar gravitația semiclasică este considerată nesigură pentru densități mari de energie sau pentru perioade scurte de timp care ajung la scara Planck; la aceste scări, este nevoie de o teorie completă a gravitației cuantice pentru predicții exacte. Așadar, rămâne incert dacă efectele gravitaționale cuantice ar putea împiedica densitatea de energie să crească suficient de mult pentru a distruge gaura de vierme. Stephen Hawking a conchis că nu numai că îngrămădeala fluctuațiilor vidului ar reuși totuși să distrugă gaura de vierme în gravitația cuantică, dar și că legile fizicii ar împiedica în cele din urmă formarea oricărui de mașină a timpului; aceasta este conjectura protecției cronologice.
Lucrările ulterioare în domeniul gravitației semiclasice au oferit exemple de spațiu-timpuri cu curbe temporale închise în care densitatea de energie datorată fluctuațiilor vidului nu se apropie de infinit în regiunea spațiu-timpului din afara orizontului Cauchy. Cu toate acestea, în 1997 a fost găsită o dovadă generală care demonstrează că, în conformitate cu gravitația semiclasică, energia câmpului cuantic (mai precis, valoarea de așteptare a tensorului cuantic tensiune-energie) trebuie să fie întotdeauna fie infinită, fie nedefinită în orizontul propriu-zis. Ambele cazuri indică faptul că metodele semiclasice devin nesigure la orizont și că efectele gravitației cuantice ar fi importante acolo, în concordanță cu posibilitatea ca astfel de efecte să intervină întotdeauna pentru a împiedica formarea mașinilor timpului.
O decizie teoretică definitivă cu privire la statutul conjecturii de protecție a cronologiei ar necesita o teorie completă a gravitației cuantice, spre deosebire de metodele semiclasice. Există, de asemenea, unele argumente din teoria corzilor care par să susțină protecția cronologică, dar teoria corzilor nu este încă o teorie completă a gravitației cuantice. Observarea experimentală a curbelor temporale închise ar demonstra, desigur, că această conjectură este falsă, dar, în afară de aceasta, dacă fizicienii ar avea o teorie a gravitației cuantice ale cărei predicții au fost bine confirmate în alte domenii, acest lucru le-ar oferi un grad semnificativ de încredere în predicțiile teoriei cu privire la posibilitatea sau imposibilitatea călătoriei în timp.
Alte propuneri care permit călătoria în timp înapoi, dar previn paradoxurile temporale, cum ar fi principiul lui Novikov al auto-consistenței, care ar asigura coerența liniei temporale, sau ideea că un călător în timp este dus într-un univers paralel, în timp ce linia temporală originală rămâne intactă, nu se califică drept „protecție cronologică”.